# Coregonus bavaricus
Coregonus bavaricus is een zeldzame soort marene van het geslacht Coregonus. Hij komt alleen voor in de Ammersee in Beieren.

## Beschrijving
Deze zogenaamde Ammerseemarene of Ammersee-Kilch in het Duits, bereikt een lengte van 24,1- 24,5 cm. De vis heeft 18 tot 30 kieuwboogaanhangsels.

## Verspreiding en leefgebied
Deze houting komt alleen voor in de Ammersee bij de plaatsen Dießen, Utting en Schondorf. De vis verblijft in diep water tussen de 60 en 85 m. De vissen paaien tussen 15 juni en 15 juli op een diepte van 40-50 m.

## Status
In 1909 werd de vis nog als economisch belangrijke bron van inkomsten voor de beroepsvissers beschouwd. In 1933 werd al duidelijk dat het bestand sterk was afgenomen door overbevissing en kanalisatie van de rivier de Ammer. In 1971 werd een einde gemaakt aan de eutrofiëring van het meer, maar dat had slechts een beperkt effect op de achteruitgang. De populatie heeft zich waarschijnlijk wel gestabiliseerd, maar dan op een zeer laag niveau. Tussen 1951 en 2003 zijn slechts drie exemplaren gevangen en op naam gebracht. Daarom staat deze soort als ernstig bedreigd (kritiek) op de Rode Lijst van de IUCN.